# Entenschnabel (Kamerun)
Koordinaten: 10° 20′ N, 15° 30′ O

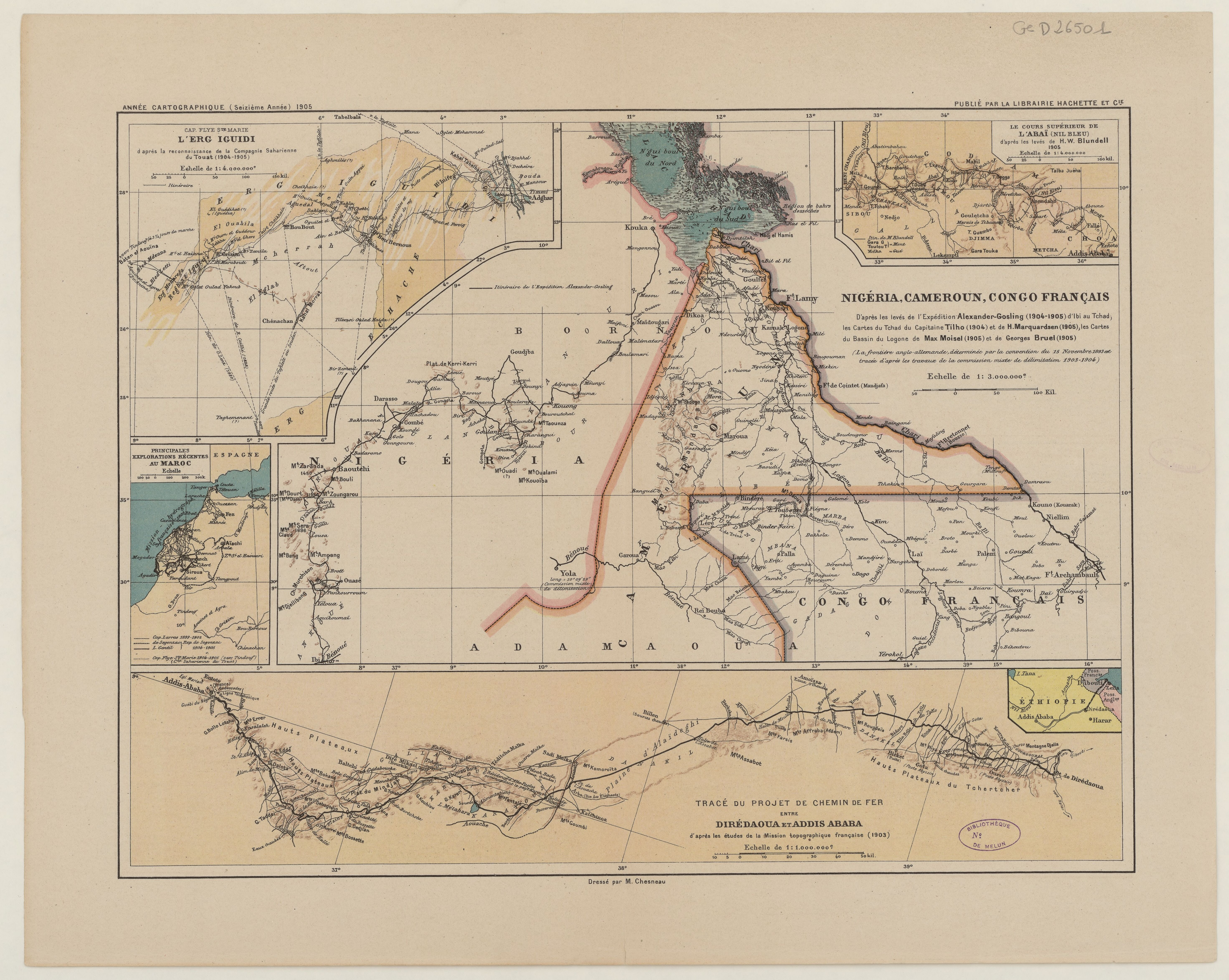
Französische Karte des Entenschnabels (Bildmitte)

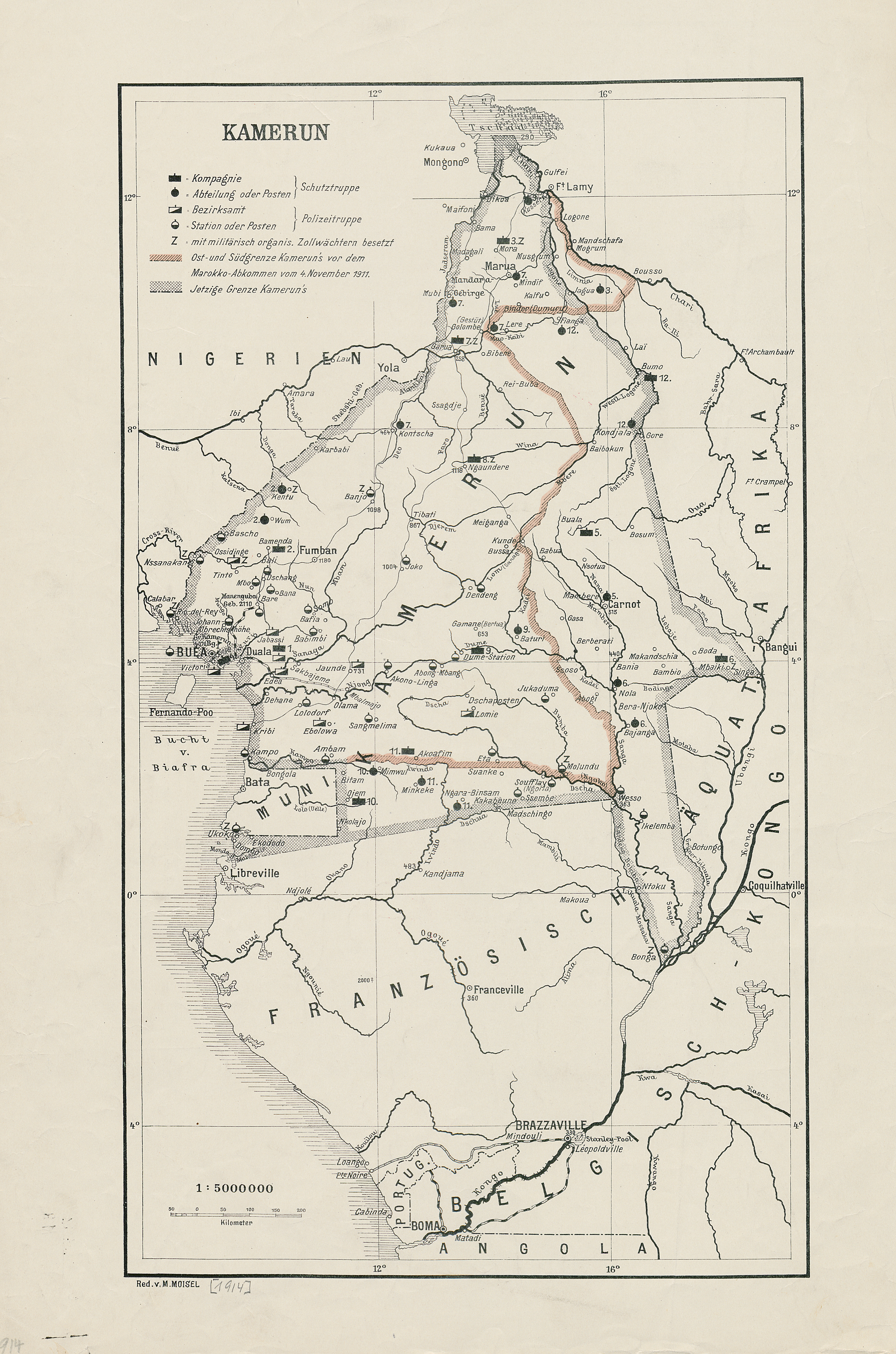
Kamerun mit und ohne Entenschnabel (oben rechts):
Ost- und Südgrenze Altkameruns bis November 1911
Grenze Alt- und Neukameruns um 1914

Der Entenschnabel (selten auch Entenkopf) war ein von 1894 bis 1911 besonders markanter Grenzvorsprung im Nordosten des deutschen „Schutzgebiets“ Kamerun in Afrika. Er bildete den östlichen Teil der Deutschen Tschadseeländer. Der Kameruner Entenschnabel ist ein Beispiel für die kolonialen Grenzabmachungen zwischen Europäern, die immer noch Afrikas Staatsgrenzen prägen.

## Namensgebung
Die Bezeichnung Entenschnabel für den äußersten Nordosten Kameruns wurde durch Afrikareisende Ende des 19. Jahrhunderts geprägt. So verglich der deutsche Offizier und Afrikaforscher Franz Karl Hutter die Form Kameruns mit einem Vogel:

„Die Gestalt Kameruns ist infolge des Grenzlinienverlaufs eine ganz eigenartige; man braucht keine karikierende Ader zu besitzen, um unwillkürlich an die Gestalt eines nicht gerade sehr graziösen Vogels, etwa eines Wiedehopfs mit Schopf und mit nach Osten gewendetem Schnabel zu denken.“

## Geschichte

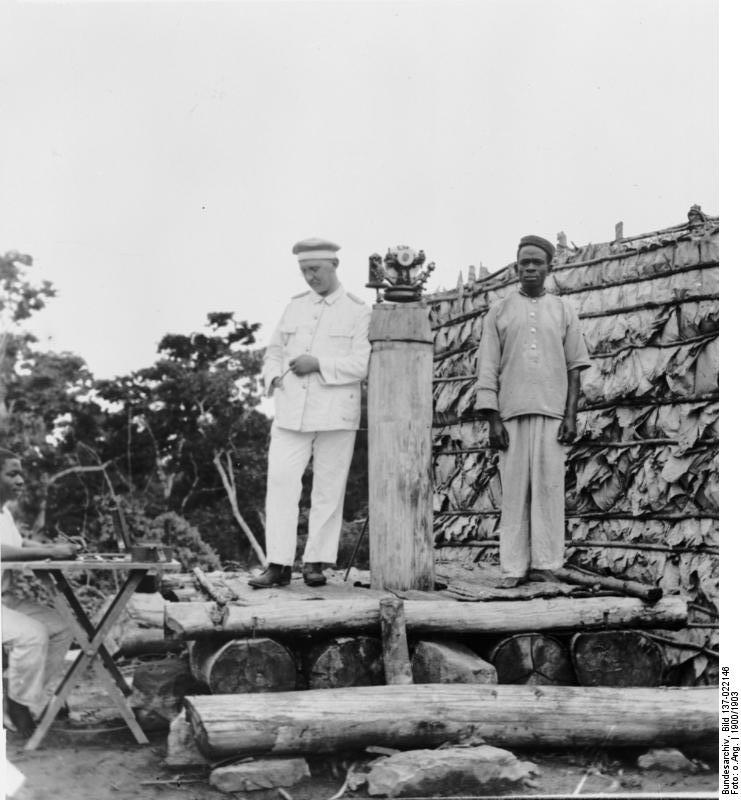
Grenzvermessung in Kamerun um 1900

Die Region des späteren Entenschnabels wurde zu Beginn der Kolonialära vorwiegend von den Volksstämmen der Fulbe und Hausa bewohnt. Ende des 19. Jahrhunderts dehnte sich der deutsche Machtbereich von der Küste Kameruns zunehmend nach Norden und Osten aus. Bei der Ausweitung des deutschen Gebietsanspruchs durch Forscher und Militärs geriet auch die Region zwischen den Flüssen Logone und Schari unter deutschen Einfluss. Der Entenschnabel befand sich vor allem in der nach Süden geöffneten Flussgabelung und erstreckte sich etwa bis zum zehnten Grad nördlicher Breite. Ein Grenzvertrag mit Frankreich vom 15. März 1894 gab schließlich dem Nordosten Kameruns die Gestalt eines spitz zulaufenden Schnabels und begrenzte das weitere Vordringen nach Zentralafrika.
1904 legte der deutsche Kolonialoffizier Herbert Kund in Bongor einen Militärposten an.
Im Zuge des deutsch-französischen Gebietsaustausches vom 4. November 1911 (Marokko-Kongo-Vertrag) wurde der wesentliche Teil des Entenschnabels Französisch-Äquatorialafrika einverleibt (etwa 12.000 km2). Dadurch verlor die Grenzregion viel von ihrer markanten Formgebung. Deutschland erhielt stattdessen im Osten und Süden Kameruns einen breiten Gebietsgürtel aus der französischen Kolonialmasse, der Neukamerun genannt wurde.
Der Entenschnabel ist unter den selbstständigen Staaten Kamerun und Tschad aufgeteilt. Die Grenze Kameruns zeigt an dieser Stelle noch Züge des alten Entenschnabels, reicht jedoch nicht mehr so weit nach Osten.